# Kreidler

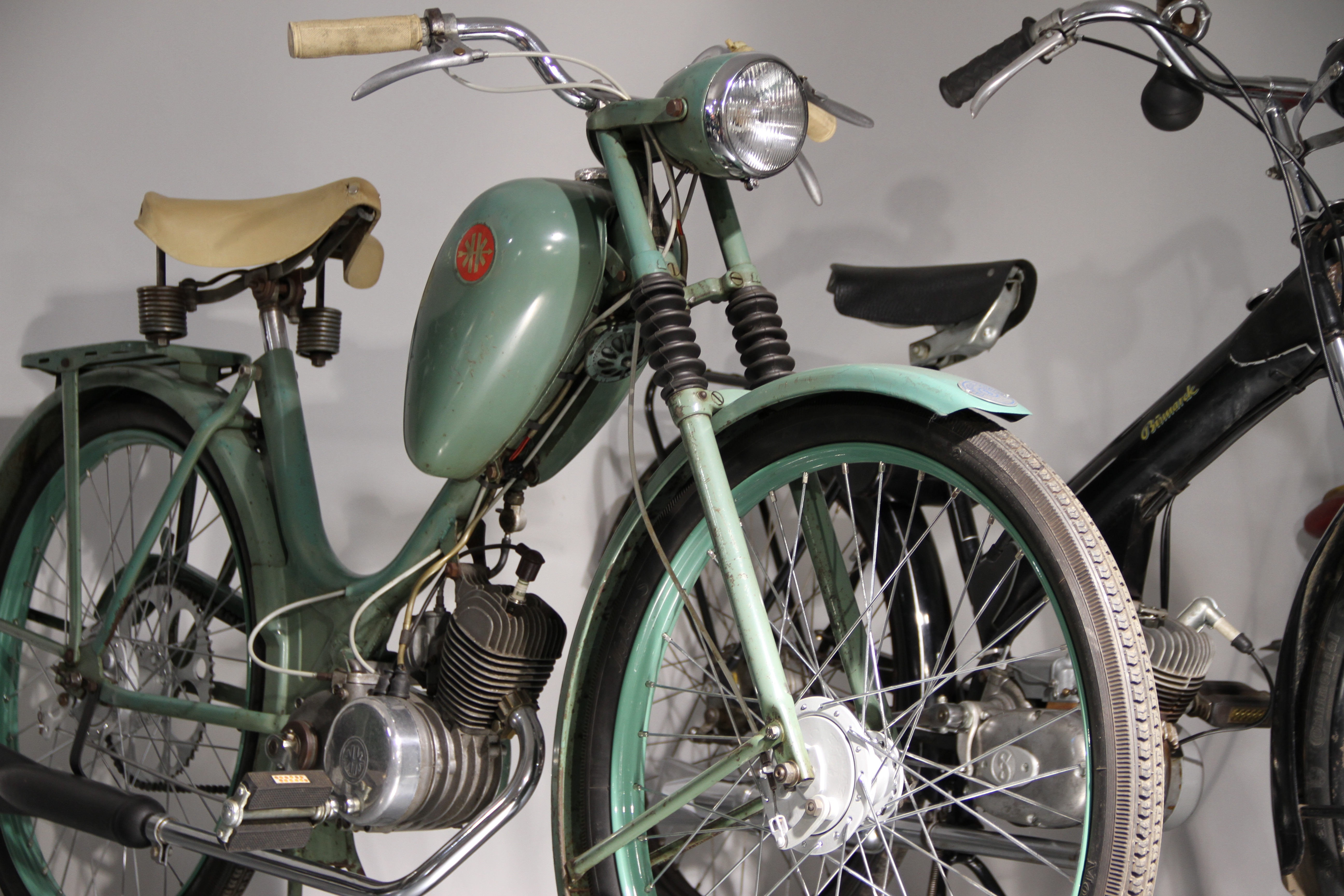
Мопед Kreidler K–50, модель 1954 року. Оснащений двигуном з робочим об'ємом 50 см³ потужністю 2,2 к.с., швидкість 50 км/год.

Kreidler — колишнє німецьке підприємство, виробник малих мотоциклів і мопедів, що базувалося в Корнвестгаймі, розташованому між Людвігсбургом і Штутгартом.

## Історія

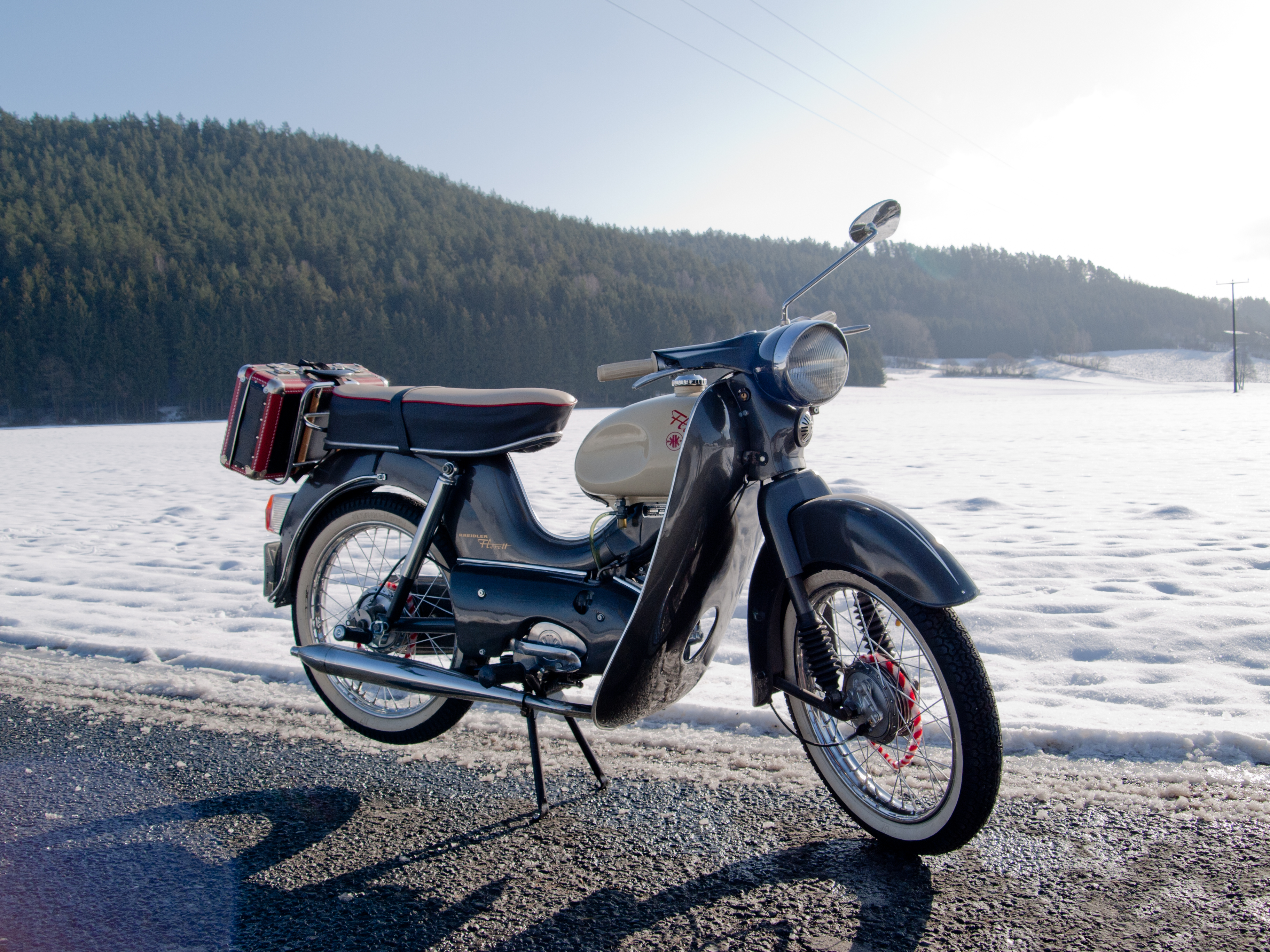
Модель Kreidler Florett Bj 1966 року

Компанія була заснована 1903 року під назвою «Kreidlers Metall-Und Drahtwerke» Антоном Крейдлером. Випуск мотоциклів компанія розпочала в 1951 році. Уже в 1959 році третина всіх німецьких мотоциклів була марки Kreidler.
Мопед Kreidler К–50 з двошвидкісним двигуном та вбудованими велосипедними педалям, що вироблявся на початку 1950-х років, став основою для прийняття терміну «Moped», який поєднував слова «Motor» і «Pedal». 1953 року в Німеччині  були вироблені технічні вимоги та ПДР для класу мопедів, відомі в історії дорожнього руху як «Lex Kreidler» реформа.
Компанія вийшла з бізнесу в 1982 році: 12 березня було розпочато процес банкрутства підприємства, права на товарний знак були продані підприємцю Рудольфу Шейдту (нім. Rudolf Scheidt), який володів також італійським виробником мотоциклів Garelli Motorcycles. Мопеди під брендом Kreidler випускалися до 1988 року. Відтоді права на марку Kreidler були придбані компанією Prophete, яка займається випуском мопедів.

## Участь у спортивних змаганнях
У 1970-80 роках Kreidler як заводська команда досягла високих результатів у мотоспорті. Особливо успішними були нідерландські гонщики Ян де Фриз і Генк ван Кессель. Спортсмени команди Kreidler завоювали загалом вісім особистих титулів чемпіона світу з шосейно-кільцевих мотоперегонів MotoGP у класі 50 куб. см та десять перемог у заліку виробників:
| Сезон | Титул конструктора | Титул пілота | Переможець         | Примітка                                                                           |
| ----- | ------------------ | ------------ | ------------------ | ---------------------------------------------------------------------------------- |
| 1971  | +                  | +            | Ян де Фриз         |                                                                                    |
| 1972  | +                  |              |                    |                                                                                    |
| 1973  | +                  | +            | Ян де Фриз         |                                                                                    |
| 1974  | +                  | +            | Генк ван Кессель   | Команда виступала під назвою «Van Veen Kreid»                                      |
| 1975  | +                  | +            | Анхель Ньєто       |                                                                                    |
| 1977  | +                  |              |                    |                                                                                    |
| 1979  | +                  | +            | Еудженіо Ладзаріні |                                                                                    |
| 1980  | +                  | +            | Еудженіо Ладзаріні | Команда виступала під назвою «Van Veen Kreid/IPREM»                                |
| 1982  | +                  | +            | Штефан Дьорфлінгер |                                                                                    |
| 1983  | +                  | +            | Штефан Дьорфлінгер | Титул перейшов до команди Krauser після придбання нею гоночного відділу «Kreidler» |